# Cieleżyszki (rejon oszmiański)
Cieleżyszki (biał. Цялежышкі; ros. Тележишки) – dawny folwark. Tereny, na których był położony, leżą obecnie na Białorusi, w obwodzie grodzieńskim, w rejonie oszmiańskim, w sielsowiecie Grodzie.

## Historia
W czasach zaborów dwór w gminie Polany, w powiecie oszmiańskim, w guberni wileńskiej Imperium Rosyjskiego. W 1866 roku należał do Majewskich. W 1905 roku wymieniono dwa folwarki. Pierwszy liczył 22 mieszkańców, 239 dziesięcin, drugi liczył 25 mieszkańców, 20 dziesięcin. Należały do Majewskich.
W latach 1921–1945 folwark leżał w Polsce, w województwie wileńskim, w powiecie oszmiańskim, w gminie Polany.
W 1931 wieś w 2 domach zamieszkiwało 11 osób.
Wierni należeli do parafii rzymskokatolickiej w Oszmianie. Miejscowość podlegała pod Sąd Grodzki w Oszmianie i Okręgowy w Wilnie; właściwy urząd pocztowy mieścił się w Oszmianie.